# 贝勒沙萨涅
贝勒沙萨涅（法語：Bellechassagne，法語發音：[bɛlʃasaɲ]）是法国科雷兹省的一个市镇，属于于塞勒区。

## 地理
贝勒沙萨涅（45°38'41"N, 2°13'32"E）面积13.34 平方千米，位于法国新阿基坦大区科雷兹省，该省份为法国中南部省份，北起上维埃纳省和克勒兹省，西接多爾多涅省，南至洛特省，东临多姆山省和康塔爾省。
与贝勒沙萨涅接壤的市镇（或旧市镇、城区）包括：圣日耳曼拉沃、圣雷米、索尔纳克。

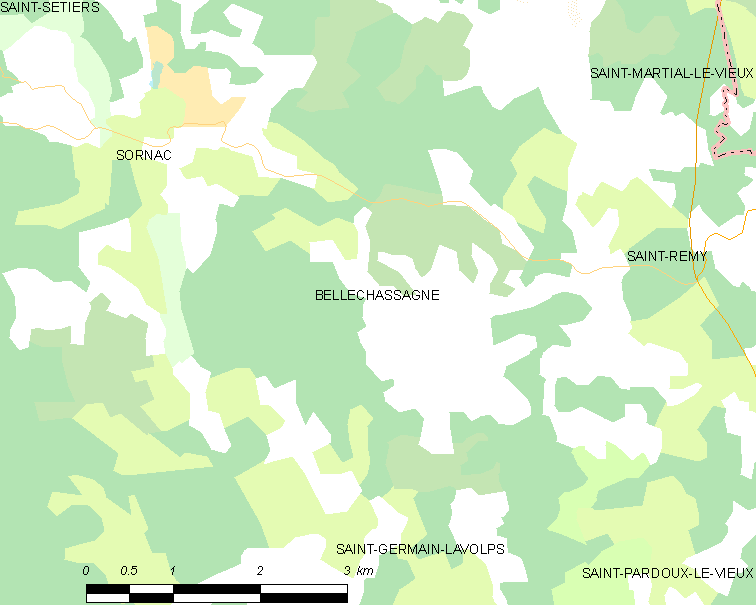
贝勒沙萨涅的OSM定位图

贝勒沙萨涅的时区为UTC+01:00、UTC+02:00（夏令时）。

## 行政
贝勒沙萨涅的邮政编码为19290，INSEE市镇编码为19021。

## 政治
贝勒沙萨涅所属的省级选区为米勒瓦什高原县。

## 人口

1962-2008年间贝勒沙萨涅人口变化图示

贝勒沙萨涅于2022年1月1日时的人口数量为100人。